# Roy Andrew Miller
Pour les articles homonymes, voir Miller.
Roy Andrew Miller, né le 5 septembre 1924 à Winona (Minnesota) et mort le 22 août 2014 à Honolulu (Hawaï), est un linguiste américain, notamment connu pour avoir soutenu l'inclusion des langues japonaise et coréenne au sein du groupe des langues altaïques.

## Biographie
Miller obtient son PhD en chinois et japonais à l'université Columbia de New York. Ses premiers travaux dans les années 50 portent sur le chinois et le tibétain. En 1969, il écrit l'article d'Encyclopædia Britannica sur les langues tibéto-birmanes d'Asie du Sud.
De 1955 à 1963, Miller est professeur de linguistique à l'International Christian University de Tokyo au Japon. Il enseigne ensuite à l'université Yale à New York. Entre 1964 et 1970, il est le président du département de langues et littérature d'Asie du Sud-Est, puis il tient un rôle similaire à l'université de Washington à Seattle,. Après cela, il a enseigné en Europe, principalement en Allemagne et en Scandinavie.
Miller a considérablement écrit sur la langue japonaise, avec notamment A Japanese Reader (1963), The Japanese Language (1967), Japanese and the Other Altaic Languages (1971), et Nihongo: In Defense of Japanese (1986). Il a ensuite élargi son champ d'études, en liant ainsi le coréen aux langues japonaise et altaïques dans son ouvrage Languages and History: Japanese, Korean, and Altaic (1996).
À l'occasion de son 75e anniversaire, les professeurs Karl Menges et Nelly Naumann ont publié un Festschrift en l'honneur de sa carrière en y insérant notamment des articles sur les langues altaïques.
Roy Andrew Miller décède le 22 août 2014 à Honolulu (Hawaï), à l'âge de 89 ans.

## Ouvrages

### Livres
- 1967 : The Japanese Language. Tokyo: Charles E. Tuttle.
- 1971 : Japanese and the Other Altaic Languages. Chicago: University of Chicago Press.  (ISBN 0-226-52719-0).
- 1975: "The Footprints of the Buddha": An Eighth-Century Old Japanese Poetic Sequence, New Haven (CT): American Oriental Society,  (ISBN 978-09-404-9058-1).
- 1976 : Studies in the Grammatical Tradition in Tibet. Amsterdam: John Benjamins.
- 1980 : Origins of the Japanese Language: Lectures in Japan during the Academic Year 1977–78. Seattle: University of Washington Press.  (ISBN 0-295-95766-2).
- 1982 : Japan's Modern Myth: The Language and Beyond. Tokyo: John Weatherhill Inc.  (ISBN 0-8348-0168-X).
- 1986 : Nihongo: In Defence of Japanese. London: Athlone Press.  (ISBN 0-485-11251-5).
- 1993 : Prolegomena to the First Two Tibetan Grammatical Treatises. (Wiener Studien zur Tibetologie und Buddhismuskunde 30) Vienna: Arbeitskreis für Tibetische und Buddhistische Studien Universität Wien.
- 1996 : Languages and History: Japanese, Korean and Altaic. Oslo: Institute for Comparative Research in Human Culture.  (ISBN 974-8299-69-4).

### Articles
- 1955 : « Studies in spoken Tibetan I: Phonemics », Journal of the American Oriental Society 75: 46–51.
- 1955 : « Notes on the Lhasa dialect of the early ninth century » Oriens 8: 284–291.
- 1955 : « The significance for comparative grammar of some ablauts in the Tibetan number-system », T'oung-pao 43: 287–296.
- 1955 : « The Independent Status of Lhasa dialect within Central Tibetan », Orbis 4.1: 49-55.
- 1956 : « Segmental diachronic phonology of a Ladakh (Tibetan) dialect », Zeitschrift der Deutschen Morganländischen Gesellschaft 106: 345–362.
- 1956 : « The Tibeto-Burman ablaut system », Transactions of the International Conference of Orientalists in Japan / Kokusai Tōhō Gakusha Kaigi kiyō 1: 29–56.
- 1957 : « The phonology of the Old Burmese vowel system as seen in the Myazedi inscription », Transactions of the International Conference of Orientalists in Japan / Kokusai Tōhō Gakusha Kaigi kiyō 2: 39–43.
- 1962 : « The Si-tu Mahapandita on Tibetan phonology », 湯浅八郎博士古稀記念論文集 / Yuasa Hachirō hakushi koki kinen ronbunshu / To Dr. Hachiro Yuasa; A Collection of Papers Commemorating His Seventieth Anniversary, 921–933. Tokyo: 国際基督教大学 / Kokusai Kirisutokyō Daigaku.
- 1966 : « Early evidence for vowel harmony in Tibetan », Language 42: 252–277.
- 1967 : « Old Japanese phonology and the Korean–Japanese relationship »
- 1967 : «Some problems in Tibetan transcription of Chinese from Tun-huang », Monumenta Serica 27: 123–148 (publ. 1969).
- 1978 : « Is Tibetan genetically related to Japanese? », in: Proceedings of the Csoma de Körös memorial Symposium, ed. L. Ligeti, Budapest 1978, pp. 295–312.)
- 2002 : « The Middle Mongolian vocalic hiatus », Acta Orientalia Academiae Scientiarum Hungaricae 55.1–3: 179–205.
- 2008 : « The Altaic Aorist in *-Ra in Old Korean », Lubotsky, Alexander, ed. Evidence and counter-evidence : essays in honour of Frederik Kortlandt Amsterdam: Rodopi. (Studies in Slavic and general linguistics; 32-33) 267-282.

### Comptes-rendus et critiques
- 1955 : Critique de 稻葉正就 Inaba Shōju, チベット語古典文法学 / Chibettogo koten bunpōgaku [Classical Tibetan Language Grammatical Studies] Kyoto: 法藏館 Hōzōkan, 1954 (昭和 Shōwa 29). Language 31: 481–482.
- 1968 : Critique de András Róna-Tas, Tibeto-Mongolica: The Loanwords of Mongour and the Development of the Archaic Tibetan Dialects (Indo-Iranian Monographs 7), The Hague: Mouton, 1966. In Language 44.1: 147–168.
- 1972 : (en) Roy Andrew Miller, « Linguistics: Tungusologie. W. FUCHS, IVAN A. LOPATIN, KARL H. MENGES and DENIS SINOR », American Anthropologist, vol. 74, no 6,‎ décembre 1972, p. 1492-1494 (DOI 10.1525/aa.1972.74.6.02a00970, lire en ligne)
- 1974 : « Sino-Tibetan: Inspection of a Conspectus », Journal of the American Oriental Society 94.2: 195-209.
- 1982 : « Linguistic issues in the study of Tibetan Grammar », Wiener Zeitschrift für die Kunde Südasiens und Archiv für indische Philosophie 26: 86-116.
- 1994 : « A new grammar of written Tibetan », critique de Stephen Beyer, The Classical Tibetan Language, Albany: State University of New York Press, 1992. Journal of the American Oriental Society 114.1: 67–76.
- 2001 : Critique de Philip Denwood, « Tibetan », (London Oriental and African Language Library, vol. 3). Philadelphia: John Benjamins, 1999. Journal of the American Oriental Society 121.1:125–128.